# Красный Городец
Кра́сный Городе́ц (также Кра́сный Городо́к) — несохранившаяся крепость Псковской республики на реке Синей, сооружённая в 1464 году для защиты границы с Ливонией. Крепость пережила несколько осад и переходила из рук в руки, пока, наконец, по итогам Русско-польской войны принадлежность крепости к русским землям не была закреплена Андрусовским договором. К концу XVIII века крепость сильно обветшала и более не восстанавливалась. Место крепости охраняется государством как археологический памятник и является объектом культурного наследия федерального значения. Поселение вокруг крепости носит название Красногородск в её честь.

## История
В XIV — начале XV веков юго-западные рубежи Псковской республики регулярно подвергались набегам ливонцев и литовцев. Успешность этих набегов показывала, что существовавших крепостей Велья, Воронича, Врева, Коложе, Котельно и других было недостаточно для полноценной обороны границы. Для исправления этой ситуации в 1464 году на берегу реки Синей была сооружена новая крепость. Сооружением деревянных крепостных укреплений, начавшимся зимой, по сообщению Псковской второй летописи руководили псковский князь Иван Александрович и посадник Алексей Васильевич. К 1470 году крепость имела собственную печать.
В 1471 году принадлежность территории, где был построен Красный Городец, была оспорена: недовольство магистра Ливонского ордена по этому поводу было передано послами в Псков. Поэтому в ноябре 1473 года в столицу республики было прислано крупное войско, собранное великим князем. Это заставило орден пойти на уступки и подписать в 1474 году договор с республикой, утвердивший эти земли за последней. На 1475 год в крепости уже числились 200 человек, воеводой был записан Фома Андреевич Третьяков. Несмотря на мирный договор, уже в 1480 году ливонцы осадили и разорили соседний с Красным Городцом Вышгородок.
Отношения двух государств продолжали оставаться напряжёнными, и в 1502 году свою первую осаду держал уже Красный Городец — так ливонцы хотели отомстить псковичам за разорение западного берега Чудского озера. Ливонское войско под командованием ландмаршала Иогана Платтена вышло в марте из Резиттена и осадило крепость, но в какой-то момент солдатам показалось, что на другом берегу, у часовни Святого Георгия, собирается большой отряд, и ливонцы поспешно отступили. Пришедшее на подмогу из Пскова войско, убедившись в отступлении врага, покинуло Красный Городец, а жители в память о победе возвели на посаде церковь Святой Параскевы Пятницы.
В 1510 году Псковская республика вошла в состав Московского княжества. Усиление Москвы не устраивало западных соседей, и в 1517—1518 годах по приказу Сигизмунда I в Псковские земли вошли войска под командованием князя Константина Острожского. В то время как основные силы литовцев осаждали Опочку, небольшой отряд, руководимый паном Черкасом, захватил Красный Городец и запер пленённых жителей в крепостной церкви. Русский отряд под командованием воеводы Лятского разбил отряд Черкаса и освободил пленных, а самого пана взял в плен и отправил в Москву.
В 1558 году Иван Грозный, стремясь получить свободный выход в Балтийское море, начал Ливонскую войну. Первоначальные успешные действия русских войск привели к распаду Ливонского ордена, но затем в войну вступили и другие европейские государства. В 1559 году Красный Городец подвергся нападению немецких рыцарей, которые не стали осаждать крепость, но пожгли и разграбили посад. В 1563 году под Красным появлялись литовские отряды, а в марте 1565 года они опустошили окрестности Красного Городца и осадили саму крепость, хоть и безуспешно. Летом 1580 года крупное войско Стефана Батория двинулось на Псков, по пути захватив Иван-город, Опочку, Пустую Ржеву и другие крепости. На следующее лето войско двинулось на Псков. Понимая, что сопротивление бесполезно, красногородцы оставили и сожгли город, уйдя с имуществом в Псков и присоединившись к его обороне. Войска Батория устроили в Красном склад добычи, построив в 200 м юго-западнее руин крепости временные укрепления и оставив в них гарнизон с лёгкими пушками. Осада Пскова завершилась победой русских войск, и по Запольскому миру Красный Городец в 1582 году был возвращён Русскому царству.
В 1605 году захвативший московский престол Лжедмитрий I отписал Псковскую и Новгородскую земли своей супруге Марине Мнишек, что фактически означало передачу их Речи Посполитой. В 1607 году Псковские бояре присягнули Лжедмитрию II, склонив к этому и псковские пригороды, включая Красный Городец. После его смерти в 1611 году в Иван-городе объявился Лжедмитрий III, почти сразу переехавший в Псков. В том же году Красный Городец был захвачен 300 наёмниками пана Лисовского, некогда состоявшего на службе у Лжедмитрия II, но после гибели последнего переметнувшегося к польскому королю. Он сделал крепость своей базой, откуда осуществлял набеги на окрестные селения, один раз даже дойдя до Стрелецкой слободы Пскова. По окончании Смутного времени, в 1618 году, было заключено Деулинское перемирие, по которому Красный Городец отошёл Речи Посполитой.
В 1667 году было заключено Андрусовское перемирие, вернувшее Красный Городец в состав русских земель. Окончательно это было оформлено в 1686 году с заключением Вечного мира. Разрушенная крепость к этому моменту потеряла военное значение и более не восстанавливалась, поселение на её месте в дальнейшем стало посёлком Красногородск, на месте крепости была устроена зона отдыха.
20 февраля 1995 года указом Президента Российской Федерации Бориса Ельцина городище в Красногородске было признано памятником археологии и поставлено под государственную охрану как объект культурного наследия России федерального значения.

## Описание

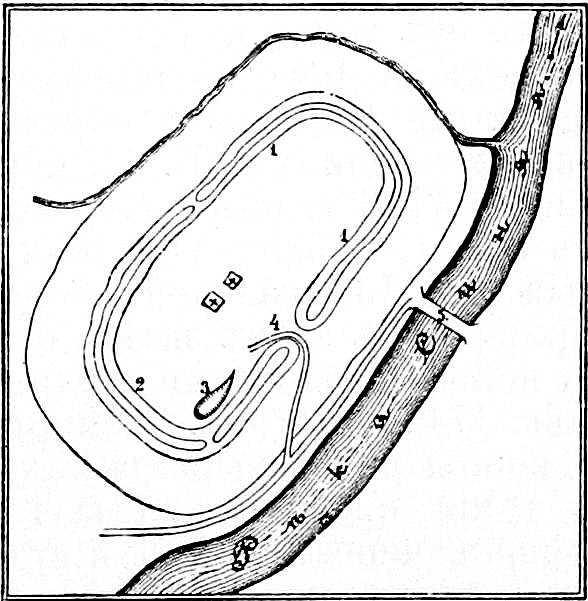
План городища из Военной энциклопедии Сытина, 1913 год

Городище на месте бывшей крепости располагается в северо-западной части посёлка городского типа Красногородск одноимённого района Псковской области России, на левом берегу реки Синей.
Крепость была расположена в северной части небольшого плато, ограниченного с востока рекой Синей, с севера — впадающей в неё речкой Смородинкой, с запада от крепости разливавшейся озерцом, а с юга — болотистой низиной. Высота плато над уровнем воды в Синей — 9 м, сверх этого были насыпаны земляные валы, высотой от 3 до 7 м, наиболее высокие с южной стороны, где также был выкопан широкий, достигавший 50 м, ров, соединявший озерцо с Синей. Площадка, на которой располагалось укрепление, имела четырёхугольную форму со сторонами в 150, 40, 130 и 70 м. Въезд в городище располагался на северо-восточной стороне.
Крепостные сооружения были деревянными. Крепость имела 3 башни, вынесенные за стены, что вкупе с четырёхугольной формой крепости на плане позволяло не оставлять непростреливаемых пространств. В источниках встречается упоминание хорошо сделанного водяного тайника, выходившего по одним данным к Синей, по другим — к озерцу. На территории крепости была церковь Спаса Преображения.

### Комментарии
1. ↑  Крепость Коложе была разрушена в 1406 году, ей на замену в 10 верстах южнее в 1414 году была сооружена новая.